# 나이키 J

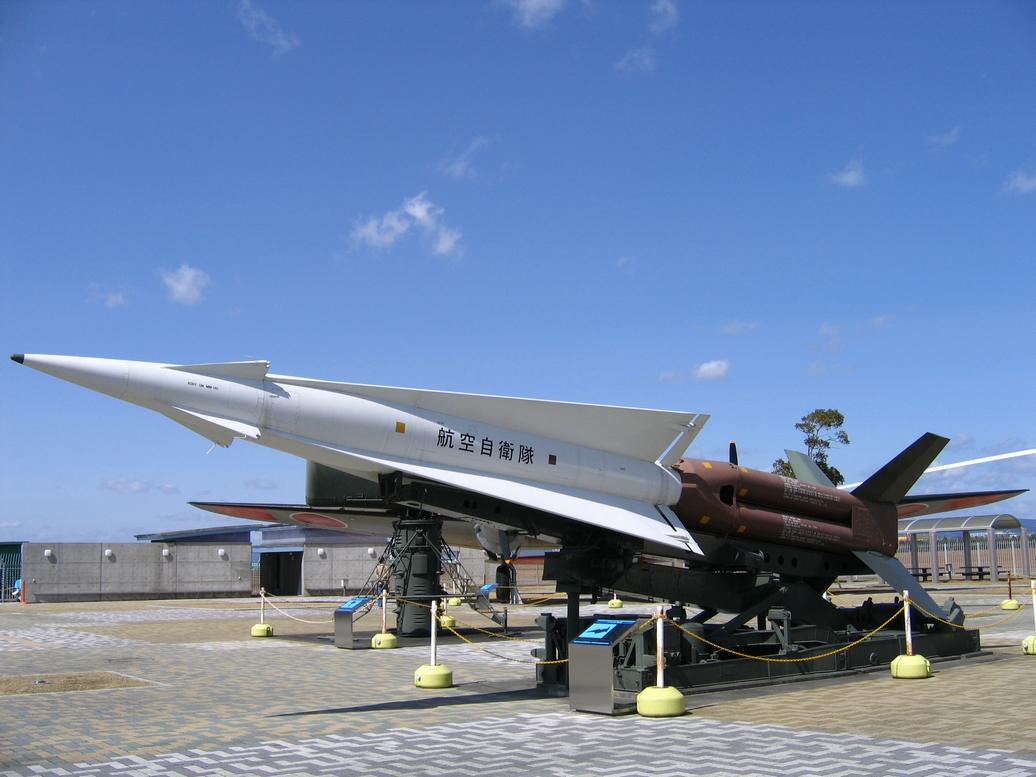
하마마추 공군기지의 나이키 J 미사일

나이키 J 미사일은 일본의 미쓰비시 중공업이 면허생산한 나이키 허큘리스 미사일이다. 항공자위대에 배치되어 지대공 미사일로 사용되었다. 일본은 평화헌법의 해석에 따라, 지대지 미사일 보유가 금지되어 있다. 최초 시험발사는 1970년 11월에 있었다.

## 제원
- 길이: 12.5 m
- 직경: 0.8 m
- 날개폭: 2.1 m
- 중량: 4.5 tons
- 사거리: 130 km
- 속도: Mach 3
- 추진방식: 2단 고체연료 로켓
- 유도방식: 무선 지령

## 같이 보기
- 나이키 허큘리스 미사일
- 현무 미사일